# Maruti Suzuki
Maruti Suzuki India Limited (хинди मारुति सुज़ूकी इंडिया लिमिटेड) — публичный автопроизводитель Индии, является ведущим производителем четырёхколёсных автомобилей в Южной Азии. Японская Suzuki Motor Corporation является держателем контрольного пакета акций компании. Это была первая компания в Индии с массовым производством и продажами свыше миллиона автомобилей. 17 сентября 2007, Maruti Udyog была переименована в Maruti Suzuki India Limited. Головной офис компании находится в Гургаоне, недалеко от Дели. По состоянию на сентябрь 2022 года компания имела лидирующую долю рынка легковых автомобилей в Индии - 42 %.

## История
Компания была создана в 1973 году, но в нынешнем виде существует с 1981 года как СП с Suzuki. Изначально японской стороне принадлежало 26% акций компании.
К 2002 году Suzuki довела свою долю в акционерном капитале компании до 74,7%

## Компания сегодня
В 2010 году компания произвела 1,214 млн автомобилей, что стало рекордом для индийской компании.
Производственные мощности сосредоточены в Гургаоне и Манесаре. Компанией Suzuki Motor Corporation было принято решение о строительстве завода по выпуску мотоциклов в городе Рохтак, в индийском штате Харьяна. Торжественная церемония закладки первого камня в строительство завода состоялась 23 апреля 2012 года.

## Модельный ряд
1. Maruti 800 (1983—2012)
2. Maruti Omni (1984)
3. Maruti Gypsy (1985)
4. Maruti 1000 (1990—2000)
5. Maruti Zen (1993—2006)
6. Maruti Esteem (1994—2008)
7. Maruti Baleno (1999—2007)
8. Maruti Suzuki Wagon-R (1999)
9. Maruti Suzuki Alto (2000—2012)
10. Maruti Versa (2001—2010)
11. Maruti Suzuki Grand Vitara XL-7 (2003—2007)
12. Maruti Suzuki Swift (2005)
13. Maruti Suzuki Grand Vitara (2007)
14. Maruti Suzuki Swift Diesel (2007)
15. Maruti Suzuki Swift DZire (2008)
16. Maruti Suzuki SX4 (2008—2014)
17. Maruti Zen Estilo (2009—2013)
18. Maruti Suzuki Ritz (2009)
19. Maruti Eeco (2009)
20. Maruti Suzuki Alto K10 (2010)
21. Maruti Suzuki Alto 800 (2012)
22. Maruti Suzuki A-Star (2012)
23. Maruti Suzuki Ertiga (2012)
24. Maruti Stingray (2013)
25. Maruti Suzuki Celerio (2014)
26. Maruti Suzuki Ciaz (2014)
27. Maruti Suzuki Baleno (2015)
28. Maruti Suzuki S-Cross (2015)
29. Maruti Suzuki Vitara Brezza (2016)